# Jälla
Jälla – miejscowość (tätort) w Szwecji, w regionie administracyjnym (län) Uppsala, w gminie Uppsala.
Według danych Szwedzkiego Urzędu Statystycznego liczba ludności wyniosła: 933 (31 grudnia 2015), 1838 (31 grudnia 2018) i 2017 (31 grudnia 2019).